# ديفيد بان
ديفيد بان (بالهولندية: Dave Baan)‏ (30 يونيو 1908 – 17 يوليو 1984) هو ملاكم هولندي راحل، مثّل بلاده في الألعاب الأولمبية الصيفية 1928.

## روابط خارجية
ديفيد بان على موقع أوليمبيديا (الإنجليزية)